# 內特萊克 (明尼蘇達州聖路易斯縣)
內特萊克（英語：Nett Lake）是位於美國明尼蘇達州聖路易斯縣的一個未組織地區。

## 地方資料
內特萊克的面積為91.76平方千米，當中陸地面積為82.04平方千米，而水域面積為9.72平方千米。根據2020年美國人口普查的數據，當地共有人口268人，而人口密度為每平方千米2.92人。